# Jinotega (Nicaragua)
Jinotega (en espagnol : [xinoˈteɣa]), est une municipalité et une ville de la République du Nicaragua, chef-lieu du département de Jinotega situé dans le nord du pays. Il est connu sous le nom de Las Brumas en raison de ses caractéristiques naturelles. Elle a été fondée en 1606 sous le nom de San Juan de Jinotega.
La municipalité de Jinotega a une population de 136 342 habitants en 2017 et une superficie de 880,34 km2, soit une densité de 154,9. Elle est divisée en 6 districts dans la zone urbaine avec 59 quartiers et 6 districts dans la zone rurale avec 112 communautés.
La ville de Jinotega, surnommée "Las Brumas" à cause de sa situation dans une cuvette montagneuse, est la capitale du département avec une population urbaine de 53 265 habitants en 2017. Elle est située dans une vallée à une altitude moyenne de 1 004 m, au climat frais, avec une température moyenne de 25 °C.
La fondation de la ville remonte au XVIIe siècle. Sa cathédrale baroque fut construite en 1952 et compte une importante collection d'œuvres d'art religieuses.
Durant la période de guerre civile contre les contras, les montagnes environnantes furent l'objet de combats intenses.

## Toponyme
Le nom "Jinotega" et son origine sont très discutés par les experts en linguistique.
- Il pourrait provenir du mot indigène "jinotencátl" - dérivé de "xiocahuitl" - constitué de "Jiñocuajo" et "tecatl" qui pourrait signifier «Localité des hommes éternels»;
- Il pourrait en outre - en référence aux Nahuas qui vivaient au Nicaragua - signifier «Place des hommes qui vivent dans les frontières»;
- Toutefois, la traduction la plus précise serait «Voisins des arbres jiñocuabos», en Nahuatl, car dans la région il y a une abondance de jiñocuajos (Bursera simaruba) ou gommier rouge, arbre aux propriétés médicinales, mot qui dans cette langue signifie "arbre galeux". Mais, selon l'historien Eddy Kuhl, le nom "Jinotega" ne vient pas de la langue Nahuatl, car les peuples autochtones de cette région (Jinotega, Matagalpa, Sébaco et Muy Muy) parlaient la langue Misumalpa. Ils n'étaient pas d'origine mésoaméricaine comme les Chorotegas et les Nahuas qui habitaient aussi la région Pacifique du Nicaragua actuel, mais parlaient eux une langue oto-mangue.

Selon le linguiste allemand Walter Lehmann, la langue des peuples autochtones de Jinotega et Matagalpa était de la famille des langues chibchanes.
L'historien Julián Guerrero, dans sa "Monographie de Jinotega" affirme, lui, que le mot Jinotega est Chorotega. Les chroniqueurs ont appelé les premiers habitants de la zone centrale et nord du pays comme :
- Chontales selon le chroniqueur Oviedo.
- Uluas selon Alonso Ponce.
- Popolucas selon Frère Blas de Hurtado.
- Matagalpas selon Brinton, Lehmann et Noguera.

Au milieu du XVIe siècle, les interprètes qui accompagnaient les conquistadors et les missionnaires espagnols ont voulu « nahualiser » certains noms. Mais 80 % des toponymes sont restés dans la langue Matagalpa, tout comme les noms se terminant par lí (rivière), güina (peuple), cayán ou apa (montagne), etc. très courants dans la région centrale et nord du pays.

## Histoire

### Période précolombienne
En ce qui concerne les anciens habitants du département de Jinotega, il y a toute une controverse; pour certains historiens les autochtones de cette région étaient des descendants des Sumos et des Chontales, c'est-à-dire des Caraïbes de la côte Atlantique; pour d'autres, les aborigènes de la région étaient les Chorotegas, donc des mésoaméricains.
Le gouvernement de la chefferie de Jinotega était exercé par un cacique ou chef suprême, conseillé par un conseil des anciens. La population était polythéiste, ils avaient des dieux de l'air, du tonnerre, de la foudre, de la pluie, des récoltes, etc. L'agriculture était essentiellement constituée par la culture du maïs, des haricots, du cacao, la récolte des racines et des fruits comestibles. Le maïs était la base de l'alimentation.
Les indigènes de Jinotega tissaient leurs vêtements en utilisant du coton, l'écorce de certains arbres et du cuir animal et en les colorant avec des encres extraites de plantes et d'animaux. Ils fabriquaient des ustensiles de ménage en argile cuite, dans l'art desquels ils se démarquaient.
Le professeur Harvey Wells (1932-2009), décrit que lorsque la colonisation espagnole a commencé en 1524, 75 % des peuples autochtones du centre du Nicaragua Nord faisaient partie de l'immigration précoce venant du Mexique et  il considère que Jinotega a ses racines dans la capitale du peuple Mexica, à Tenochtitlán.

### Période coloniale
Entre les années 1530 et 1540, Jinotega était une ville précolombienne. On ne sait pas quand les premiers Espagnols se sont installés à Jinotega. Ce devait être après l'année 1581, car le recensement espagnol de cette année montre que c'était encore une ville indienne.
En 1606 le frère Juan de Albuquerque décide de fonder une ville en lui donnant Saint Jean-Baptiste comme saint-patron et comme centre, l'emplacement qui est aujourd'hui le parc central où se trouve la mairie. La ville était alors connue comme San Juan de Jinotega.
À partir de 1690, les premiers colons espagnols s'installent à côté de la ville. Même en 1703, lorsque le missionnaire espagnol frère Margil de Jesus a visité Jinotega, il n'y avait pas de colons espagnols permanents. Celui-ci a fait placer une grande croix au point culminant du Cerro Chirinagua, à l'ouest de la périphérie de la ville. Aujourd'hui c'est un lieu de randonnée, illuminé la nuit, appelé Cerro de la Cruz.
Cependant, en 1731, il y avait des colons permanents, aux noms de famille espagnols comme Juan de Castro, Gadea, Duarte, Altamirano, Alburquerque et quelques soldats. Un certain Celedón aurait invité des neveux à s'y établir et à laisser des descendants (familles Umure, Ocotal Espeso et Pacsila) y vivent encore dans des communautés situées entre les villes de Matagalpa et Jinotega.
Selon la légende, Jinotega a été véritablement fondée lorsque cinq familles espagnoles se sont déplacées vers le nord venant de Nueva Segovia vers l'année 1700 pour installer leur communauté dans la zona seca (Jocomico, Naranjo, Umure, Ocotal Espeso), qui est située 15 km au sud de la ville. La ville de Jinotega s'est alors formée au milieu d'une zone montagneuse en forme de cuvette.
La ville de Jinotega est élevée au statut de village le 5 avril 1851.
En juillet 1872, le scientifique Thomas Belt quitte Santo Domingo de Chontales à la recherche de mineurs pour les mines d'or de Nueva Segovia près de la frontière avec le Honduras. Lors de ce voyage il rend visite à Jinotega et l'appelle par son ancien nom et non par "Santas Rosas, San Juanes, Santos Tomases" et explique que les habitants "s'accrochent à leurs anciens noms" et non à ceux imposés par les Espagnols. Autrement dit, le nom espagnol est San Juan et le nom indigène est Jinotega.
Le 11 février 1883, le titre de ville est accordé à Jinotega.  Selon les historiens, la première automobile de la ville appartenait à l'allemand Enrique (Heinrich) Gülke et le premier vélo pour femme est arrivé dans la ville en 1933, en cadeau de l'immigrant allemand Luis (Ludwig) Frenzel à sa fille Hulda pour ses quinze ans.

### Période contemporaine
La région de Jinotega est peut-être la région la plus déchirée par la guerre de l'histoire du Nicaragua. Son emplacement éloigné, ainsi que sa proximité avec la frontière hondurienne, en ont fait un refuge pour toutes les forces rebelles au cours des sept dernières décennies. Les combats les plus intenses ont eu lieu dans le département de Jinotega entre 1927 et 1934 sous le commandement du général Augusto C. Sandino et de ses guérilleros anti-impérialistes contre les troupes d'occupation américaines.
Plus tard, à la fin des années 1970, Jinotega fut un théâtre d'affrontements entre les troupes d'Anastasio Somoza Debayle et la population civile rebelle. Le 19 mai 1979, l'offensive finale du Front nord Carlos Fonseca Amador du FSLN a commencé contre le régime de Somoza Debayle qui a été défait le 19 juillet 1979.
Après une courte période de paix, une nouvelle guerre civile a éclaté en 1981 entre les troupes gouvernementales du nouveau régime sandiniste et les rebelles Contras financés par les États-Unis, qui se sentaient trahis par les sandinistes. Cette nouvelle guerre civile a duré 10 ans.

## Géographie

### Géographie physique
La ville est bordée à l'Est par la cordillère Isabelia avec sa réserve naturelle de Cerro  Dantali - El Diablo, ses cascades, ses écolodges ... à l'Ouest par la colline de la Peña de La Cruz (altitude 800 m), au Nord par le lac Apanás (à 5 km), au Sud par la chaîne de montagnes el Horno.
Les sommets environnant; Cuspire, Chimborazo, Peñas Blancas, Zinica, Saslaya, Baba, Asan Rahra, sont de faible altitude et culminent au Kilambe (1 750 m).
Ils entourent les vallées de la ville de Jinotega, de Pantasma, de Cua, de Wiili, de Wamblan et de Bocay.
La zone est bien irriguée par les affluents du río Coco et une multitude de cours d'eau; Yali, Montecristo, Pantasma, Cua, Wamblan, ULwaskin, Bocay, Wina, Amaka, Tuma et le río Viejo qui sort du lac Apanás (50 km2). La principale source d'eau permanente est cette rivière qui présente des débits considérables, ses eaux canalisées à la sortie du lac alimentent la centrale hydroélectrique Centro América, qui en régule le débit.
Le climat est subtropical et tropical dans les hautes vallées, sec en été, pluvieux en hiver et frais en montagne.

Paysages de la région de Jinotega.
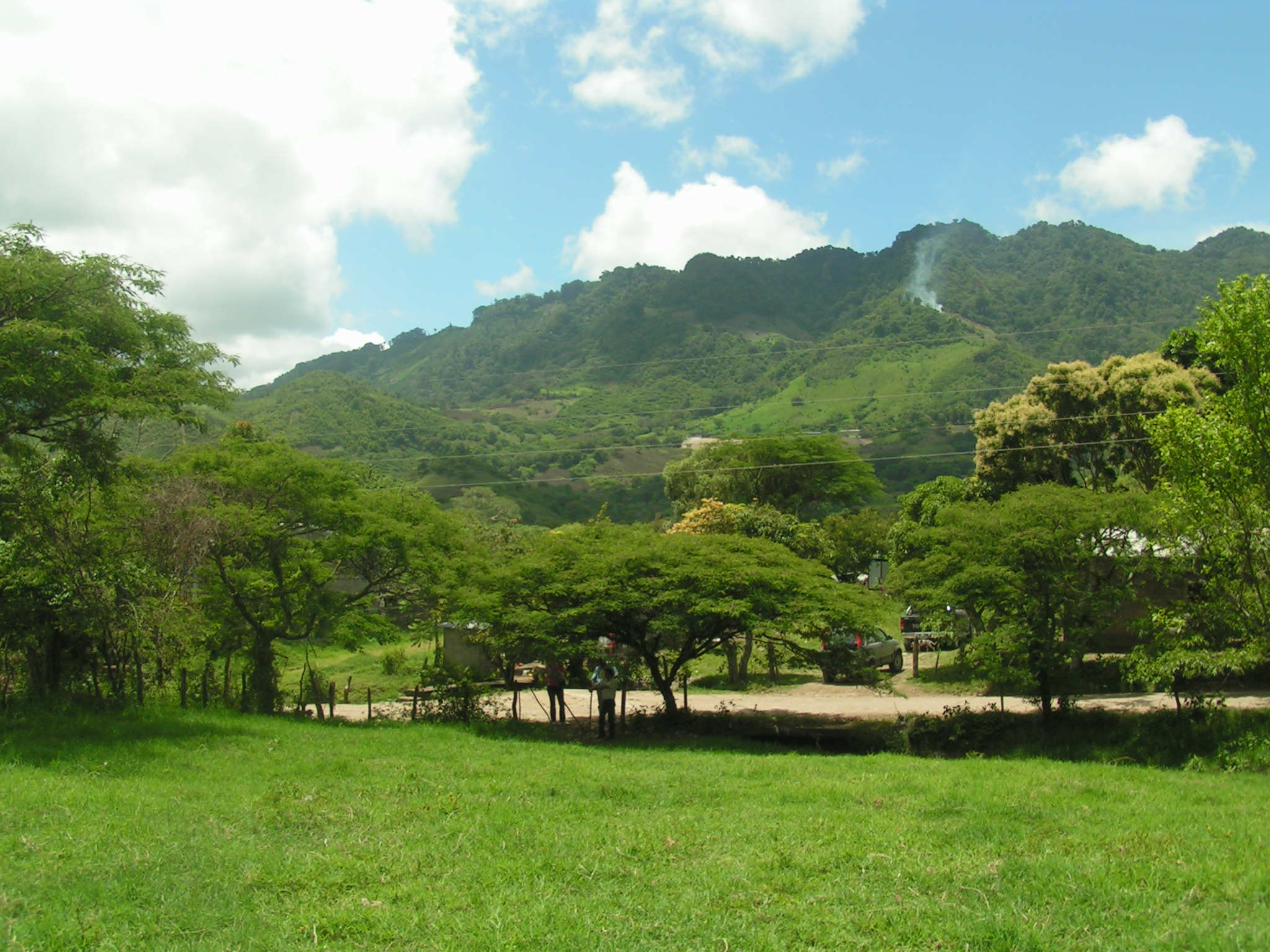
Colline aux environs de Jinotega.
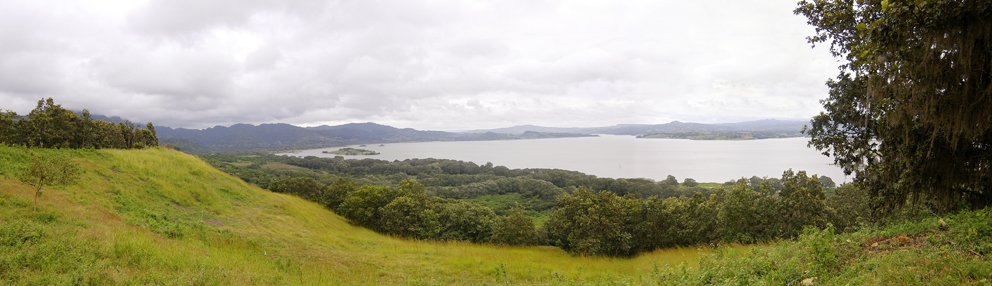
Le lac Apanás
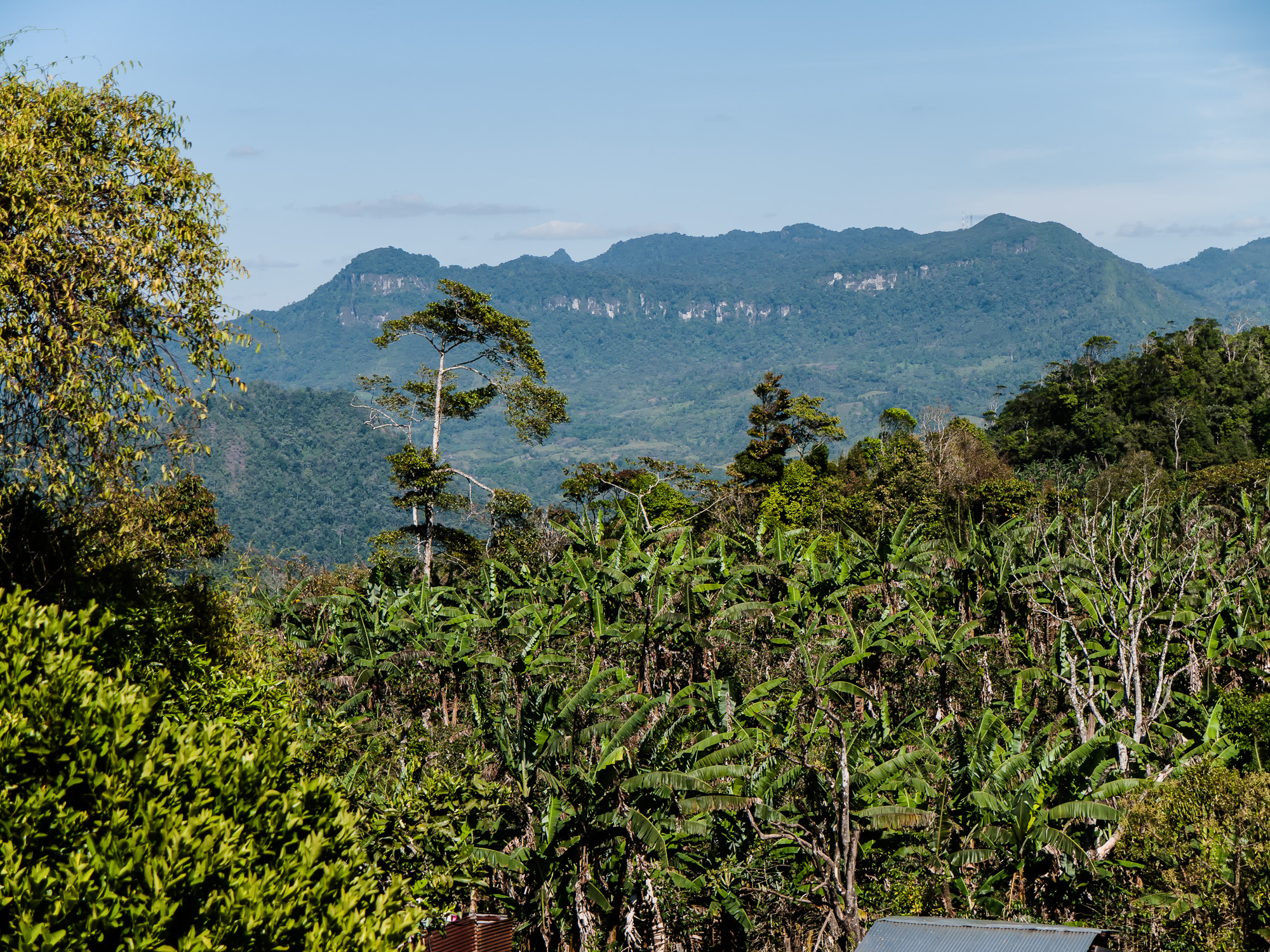
Massif de Peñas Blancas dans la réserve Bosawas.

### Géographie politique
| San Rafael del Norte |          | Santa María de Pantasma  |
|                      | Jinotega | El Cuá, El Tuma-La Dalia |
| La Trinidad          | Sébaco   | Matagalpa                |

La municipalité de Jinotega est administrativement divisée en 12 districts: 6 districts en zone urbaine et 6 districts en zone rurale.

#### La zone urbaine
La dynamique démographique de la zone urbaine montre un lent accroissement pendant les 2 premiers siècles d'existence de la ville, puis un quintuplement du nombre de résidents à partir de la fin du XXe siècle.
| 1971   | 1995   | 2000   | 2005   | 2013   | 2014   | 2015   | 2017   |
| ------ | ------ | ------ | ------ | ------ | ------ | ------ | ------ |
| 10 235 | 30 824 | 43 789 | 41 134 | 50 175 | 51 073 | 51 876 | 53 265 |

Les quartiers.
| District 1 | District 2 | District 3 | District 4 | District 5 | District 6                                                                             |
| --- | --- | --- | --- | --- | -------------------------------------------------------------------------------------- |
| 1. Lipululo 2. Santa Clara 3. Llano de la Cruz 4. El Limón 5. Las Trincheras 6. Las Conchitas 7. Puerto Loco 8. El Portillo 9. Boca del Monte 10. La Laguna | 1. B. Sandino 2. B. Gracias a Dios 3. Villa Valencia 4. B. Moisés López 5. B. San Antonio 6. B. Carlos Rizo 7. B. Camilo Ortega 8. B. 19 de Julio 9. Villa Norte 10. Colonia Pedro Estrada 11. B. Alejandro Ramos | 1. B. Ernesto Rosales 2. B. Juan Ramón Corea 3. B. Centro América 4. Villa Libertad 5. B. Santiago Zeledón 6. B. Alfredo Alegría 7. Proyecto Linda Vista 8. B. Carlos Nuñez 9. B. Róger Hamguien I y II etapa 10. Las Tres Cruces 11. B. 20 de Mayo 12. B. Daniel Teller 13. B. Los Ángeles 14. B. El Jocote 15. B. San Cristóbal 16. B. Benjamín Zeledón 17. B. Panorama 18. B. Linda Vista Sur 19. Palmira | 1. El Limito 2. Los Pinos 3. Flor de Pino 4. El Ocotalillo 5. Cuatro Esquinas 6. Los Chagüites 7. El Jobo 8. La Tejera | 1. El Guanacaste 2. La Montañita 3. B. Mauricio Altamirano 4. B. San Isidro - La Curva 5. Las Mesitas 6. La Cal 7. B. Omar García | 1. B. Germán Pomares 2. Villa La Cruz 3. El Ocotalillo - Cerro La Cruz 4. Peña La Cruz |

B. = Barrio (quartier)

#### La zone rurale
Les communautés.
| District 1 | District 2 | District 3 | District 4 | District 5 | District 6 |
| --- | --- | --- | --- | --- | --- |
| 1. San Francisco de los Cedros 2. Asturias 1 et 2 3. Monterrey 4. La Virgen 1 et 2 5. Los Alpes 6. Santa Elena 7. San Enrique 8. San Isidro 9. El Diamante 10. La Esperanza 11. El Potrerillos 12. El Dorado 13. Las Cuchillas 14. San José 15. La Ceiba 16. La Flor 17. Santo Domingo | 1. El Sardinal 2. El Escambray 3. Montecristo 4. Santa Isabel 5. La Sorpresa 6. Los Cerrones 1 et 2 7. Las Américas 8. La Perlita 9. Las Parcerlas 10. El Sarayal 11. El Consuelo 12. San Isidro 13. San Andrés 14. Cooperativa Ernesto Acuña 15. Las Brisas 16. Santa Teresita 17. La Paz del Tuma | 1. Jigüina 2. Datanlí 3. Pueblo Nuevo 4. Santa Teresita 5. El Gobiado - Cooperativa Lina Herrera 6. La Trampa 7. Raycero 8. Apaquila 1 et 2 9. Los Robles 10. Las Lajas 11. El Salto 12. Cuyalí 13. Santa Gertrudis 14. Santa Maura 15. Corinto Finca 16. Barro 1 17. San Esteban | 1. Las Mercedes 2. La Sultana 3. Las Latas 4. Palestina 5. Cooperativa Juan Ramón Corea 6. Cooperativa Lázaro Talavera 7. Santa Lastenia 8. Las Banquitas 9. Santos Palacios 10. Santa Enriqueta 11. Palo Blanco 12. La Fundadora 13. La Parranda 14. El Limón 15. La Mascota 16. La Esmeralda 17. Las Dolores 18. Cuatro Esquinas 19. Las Camelias 20. El Chimborazo 21. Santa Carmela | 1. Las Lomas 2. Yagualica 3. Santa Ana 4. El Salto 5. El Naranjo 6. Los Calpules 7. Tomatoya 8. La Joya 9. Las Cureñas 10. El Cacao 11. Pita del Horno 12. San José Humure 13. Jocomico 14. El Limón 15. Loma del Nance 16. EL Hatillo 17. El Tanque 18. Ricón Largo 19. Walasá | 1. El Mojón Arriba 2. El Mojón Abajo 3. Paso Real 4. Chagüite Grande Arriba 5. Sasle 1 6. Mancotal Arriba 7. Mancotal Abajo 8. Yankee 9. Anita 10. Cerro de Agua 11. San Gregorio 12. Los Ángeles 13. La Naranja 14. Sasle 15. Tomayunca 16. La Reforma 17. Antioquía (Las Quebradas) 18. San Antonio de Sisle 19. Sisle 2 20. Chagüite Grande Abajo |

#### Le «Corredor seco»
Cette 3e partie de la municipalité dite « zone sèche » se caractérise par des températures comprises entre 22 et 27 °C, des précipitations comprises entre 600 et 1 000 mm par an et une altitude moyenne de 630 m. Cette zone est traversée par la rivière caillouteuse el río viejo (le vieux), qui sert de drain au lac Apanás et se jette dans le lac Xolotlán.
Les villages de cette Tierra Caliente (terre chaude) sont situés à l'ouest de la municipalité de Jinotega et de la ville de Jinotega. De nombreuses maisons manquent d'électricité, d'eau potable et la plupart des routes sont en mauvais état,.
| Corredor seco | Autres communautés                                                                  |
| --- | ----------------------------------------------------------------------------------- |
| - La Ermita de Saraguasca - Saraguasca - Potrerillo - Cacao Arriba - Cacao Abajo - El Quebrachal - Las Mesitas - La Montañita - Santa Ana - La Cal - El Corral - El Jobo - Los Chagüites - Yagualica - La Pita - Chiquinquirá | - Portillo del Matasano - El Tanque - El Hatillo - El Porvenir - La Pita - El Horno |

## Économie

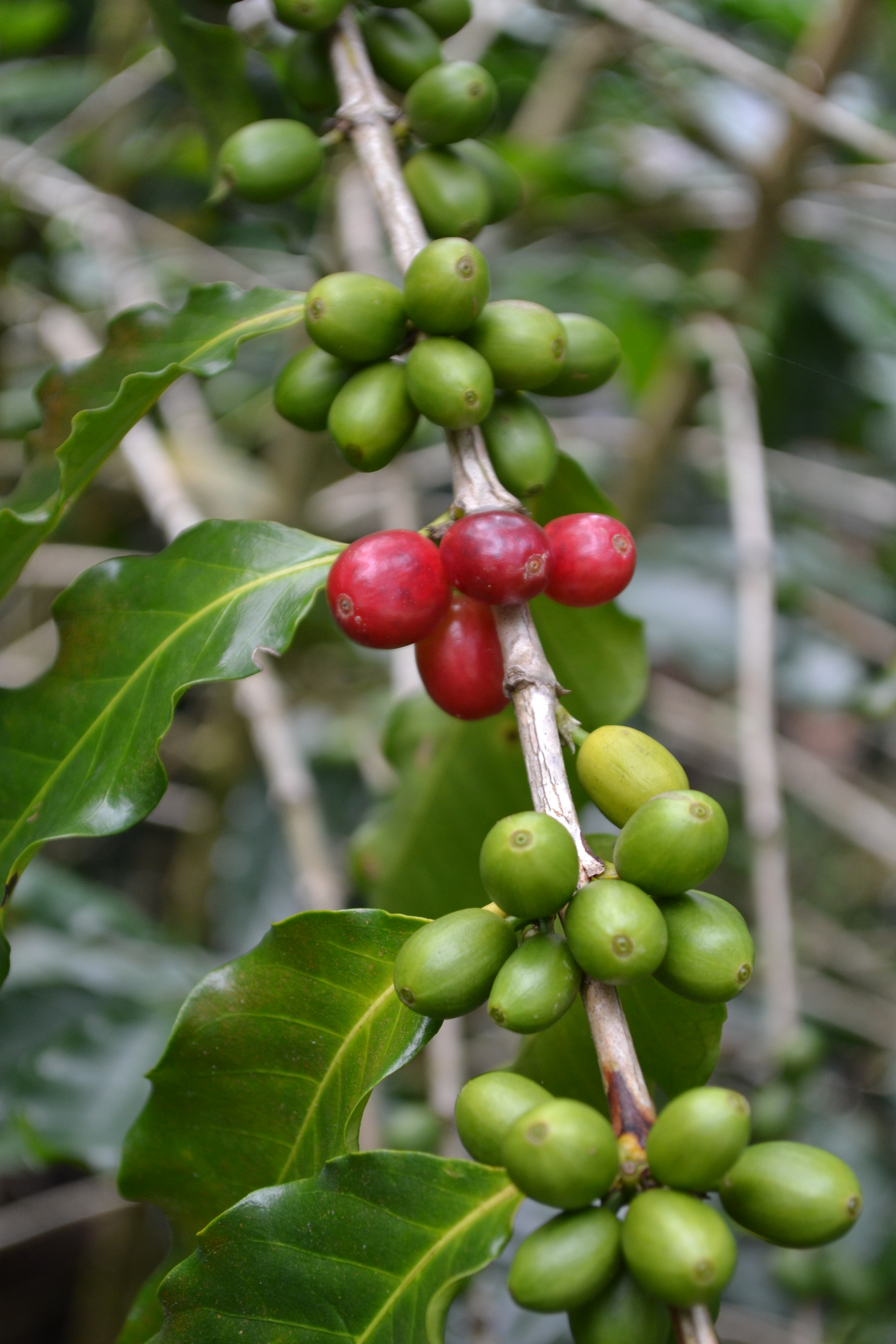
Grains de café sur plant.

Le sol de la région de Jinotega est propice à la culture du café, mais les activités de la ville incluent aussi la fabrication de farine de maïs, la torréfaction du café et la fabrication de chapeaux et de matelas et leur commercialisation.

### Agriculture
À la fin du XIXe siècle et au début du XXe siècle, l'économie de Jinotega a reçu une grande impulsion avec la culture du café, qui a attiré des hommes d'affaires nationaux et étrangers, notamment parmi les ressortissants de Granada, de León, mais aussi des étrangers allemands et britanniques en particulier. L'un des premiers et des plus grands producteurs de café du nord du Nicaragua était la communauté de La Fundadora dans la municipalité de Jinotega dirigé par un britannique nommé Potter qui possédait ces propriétés à l'époque.
Ainsi, le principal élément avec lequel Jinotega contribue grandement à l'économie nationale reste le café. La bienveillance de son climat et le dévouement de ses producteurs ont permis au café de Jinotega d'atteindre les plus hauts niveaux de qualité dans le monde. Ainsi, Jinotega a remporté des concours nationaux et internationaux d'excellence dans la production de café, dépassant Matagalpa, Boaco, Estelí ou le département de Madriz en qualité; et internationalement, le Venezuela, la Colombie et même le Brésil. Des concours, comme la Coupe d'excellence, ont été organisés à Jinotega, car ce département est l'un des plus récompensés par ce concours au niveau international dont il a été 5 fois vainqueur.
La culture du café est principalement représentée par les petits et moyens producteurs pour 90 %, le reste étant entre les mains de grands producteurs.
Le département produit 65 % du café du Nicaragua, un café de haute qualité grâce aux conditions agro écologiques optimales pour sa culture, qui font de Jinotega la capitale du café. Ce produit est exporté au Canada, aux États-Unis, en Europe et en Russie.
Dans le même temps, Jinotega produit également du cacao,.

### Commerce

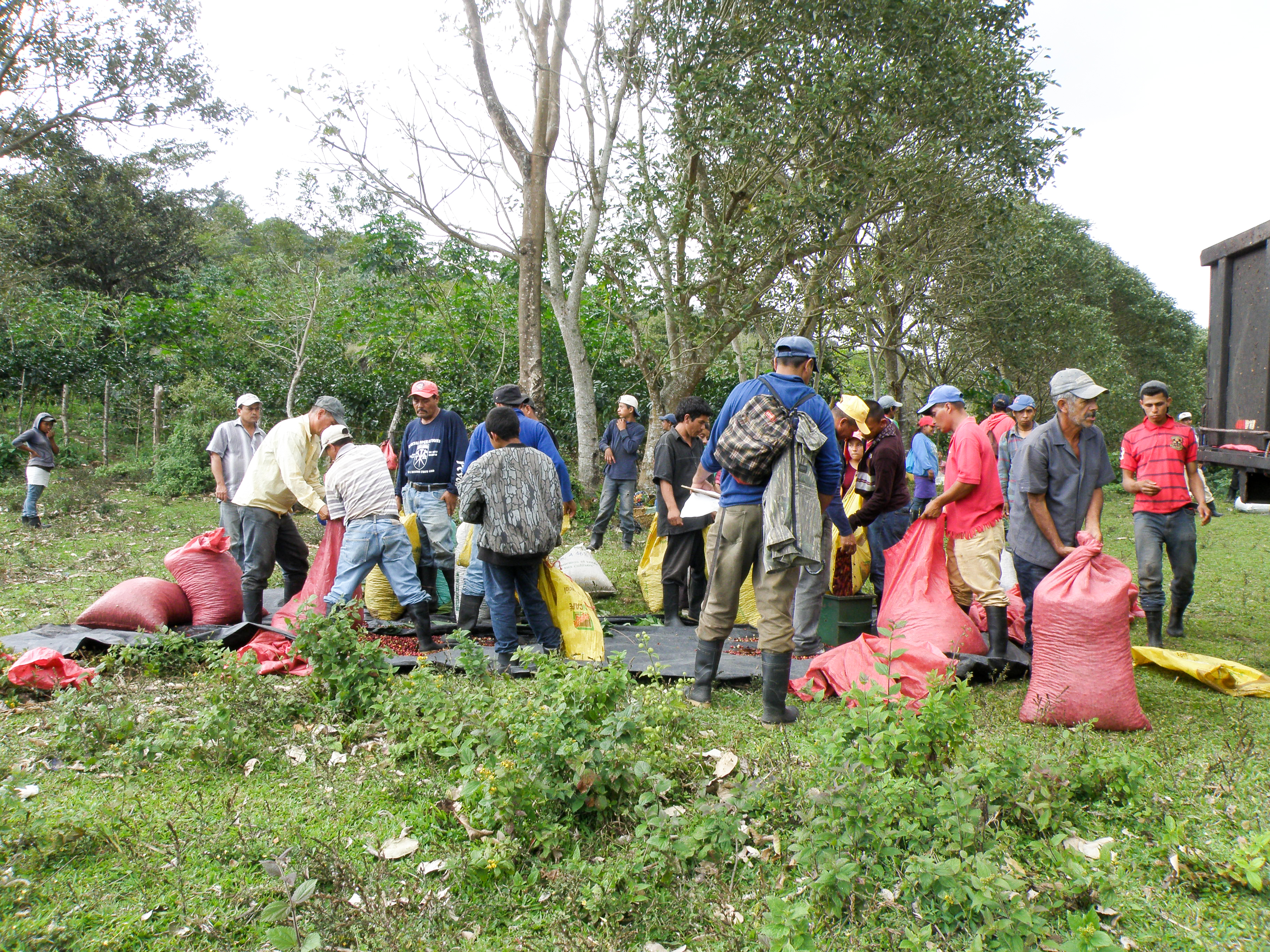
Ouvriers d'une "finca de café" lors de la pesée. Chaque sac pèse 60 kg.

Le commerce du « grain d'or » (le café), comme celle des céréales de base, repose principalement sur des intermédiaires qui sont chargés de collecter le produit, de le stocker, puis de rechercher des débouchés.
La commercialisation des légumes dans la commune est immuable depuis des années. Commercialisé directement par la plantation, le produit est acheminé vers les marchés pour rechercher des acheteurs.
La vente du bétail se fait par les propriétaires directement au marché national dans les abattoirs de Managua, Chontales ou Condega, qui sont chargés de l'exporter.

### Infrastructures

#### Énergie électrique
La distribution de l'énergie domestique, dont est chargée la société Distribuidora del Norte (DISNORTE), est interconnectée au réseau national. La centrale hydroélectrique Centro América dispose de deux turbines, chacune d'une puissance de 25 MW (sous réserve d'un bon hiver).
Dans la zone urbaine, le service d'électricité est défectueux avec des coupures de courant fréquentes et des rues et des quartiers qui n'ont pas d'éclairage électrique public.
Dans la zone rurale, le service d'électricité est presque inexistant et de nombreuses communautés n'y ont pas accès, en particulier dans la zone sèche, comme à La Ermita de Saraguasca, etc.
Le service d'éclairage public ne couvre que 90 % de la cité et seulement 30 % dans les zones rurales.

#### Transports

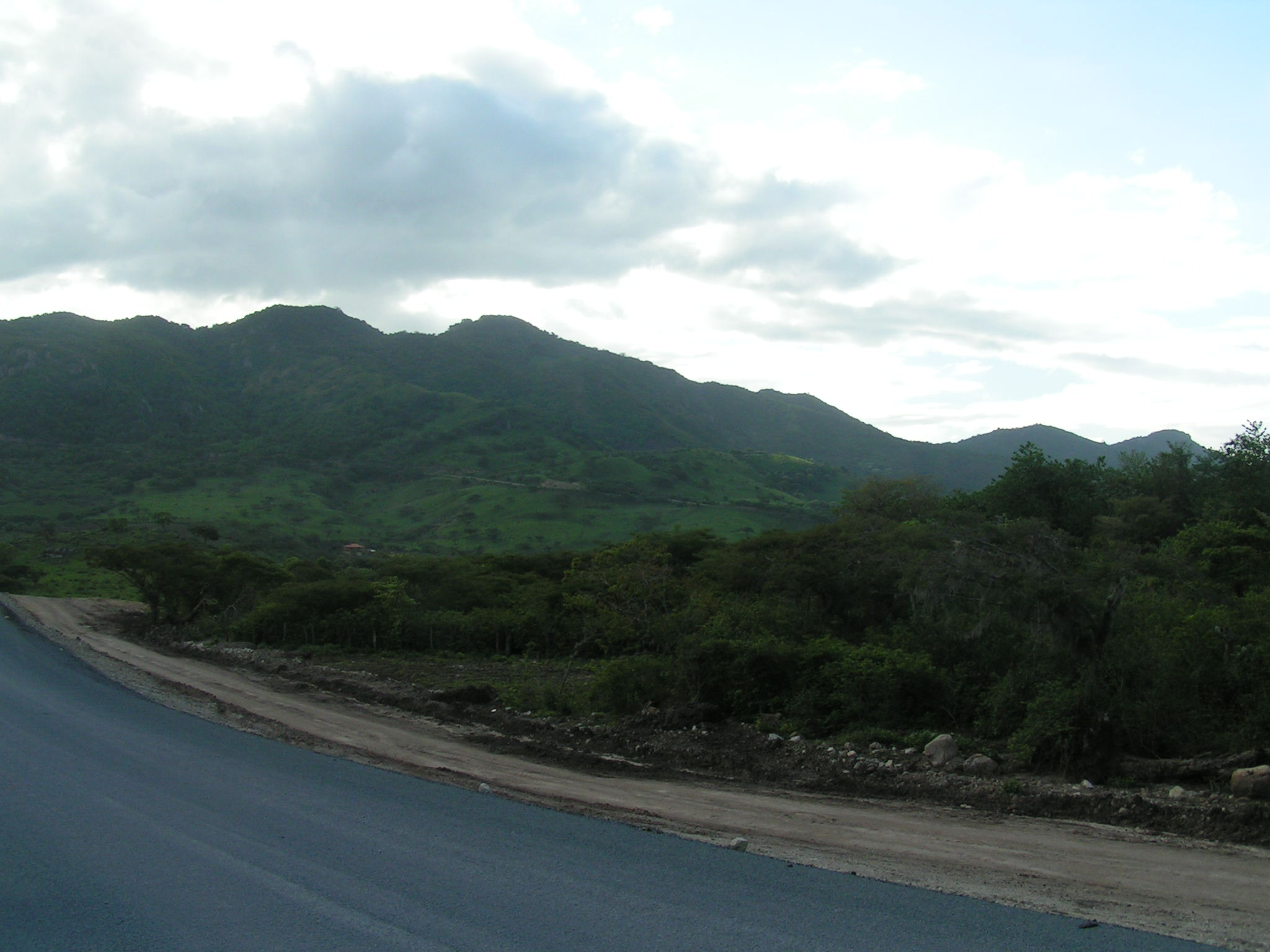
Route Jinotega - Sebaco (par "Guayacán"), reliant Jinotega à Managua et au reste du pays.

La municipalité dispose de voies de communication suffisantes avec le reste des municipalités, des villages et des départements du pays, voies qui sont improprement dénommée localement « autoroute » (pour autopista) car elles sont généralement à une seule chaussée. Les principales liaisons routières sont :
- Vers Managua, par la route sud-ouest 74.
- Vers Matagalpa, par la route sud-est NIC-3.
- Vers Estelí, San Rafael del Norte, La Concordia et San Sebastián de Yalí, par la route nord-ouest NIC-3.
- Vers Santa María de Pantasma, Wiwilí de Jinotega, El Cua et San José de Bocay, par la route nord-est 43.

Le transport collectif urbain, interurbain et rural des passagers est assuré par des coopératives de transporteurs.

## Éducation

### Enseignement primaire, secondaire et technique
- Écoles primaires et secondaires publiques : Écoles "Simón Bolívar", "Rubén Darío", "José Dolores Estrada", "Gabriela Mistral", "Francisco Luis Espinoza" et école "Villa La Cruz". Institut national "Benjamín Zeledón" et institut national "Augusto C. Sandino".
- Écoles primaires et secondaires privées : Collèges "La Salle" (religieux),  "Sagrado Corazón de Jesús" (religieux), "San Juan Pablo II", collège "Bilingue Step by Step", École "Divino Niño Jesús".
- École technique publique : Institut technologique national (INATEC).

### Universités
- Publique : Université nationale autonome du Nicaragua (UNAN - León).
- Privées : Université du Nord du Nicaragua (UNN) et université populaire du Nicaragua (UPONIC).

## Culture

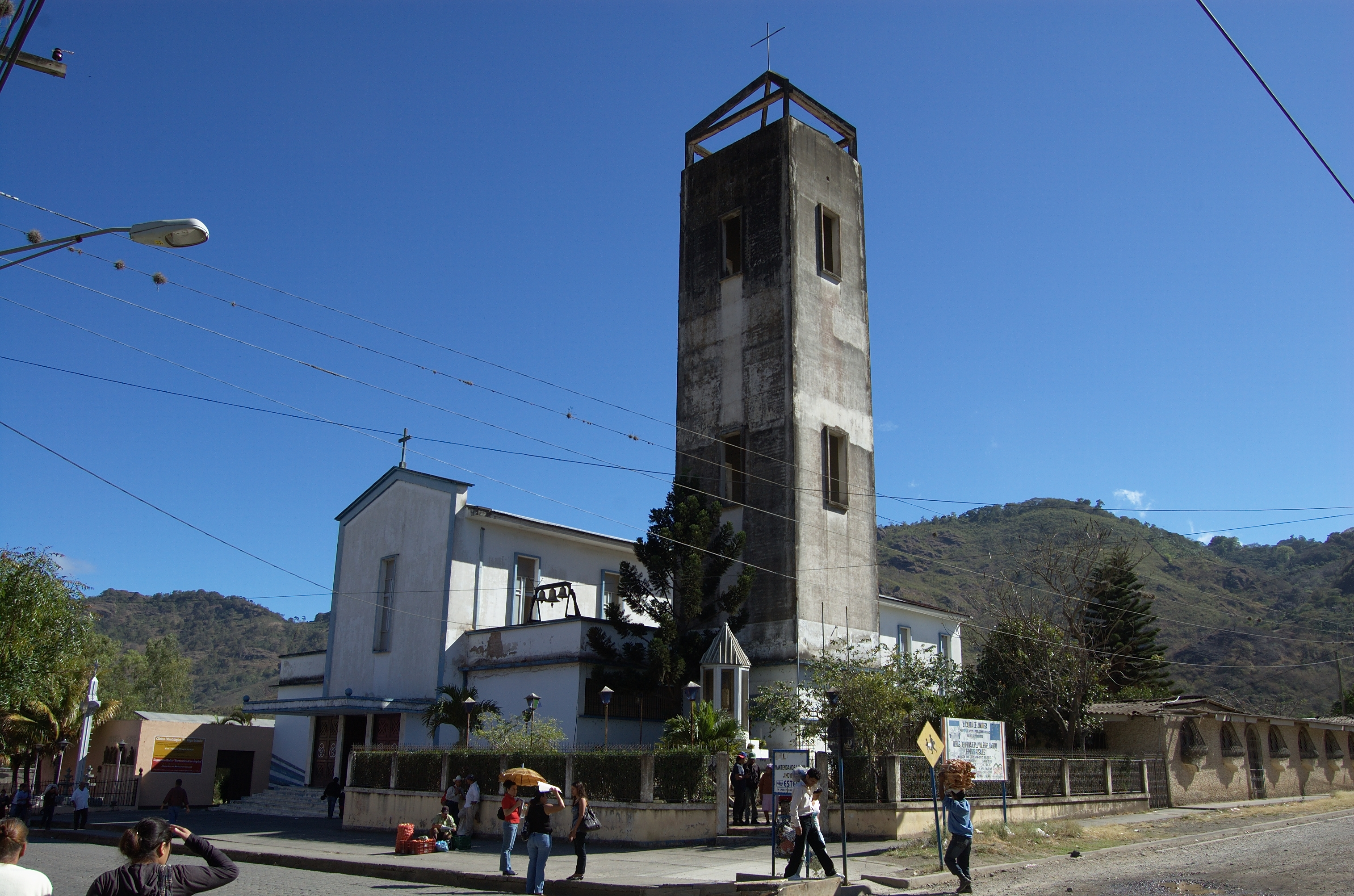
Église Nuestra Señora de Los Ángeles.

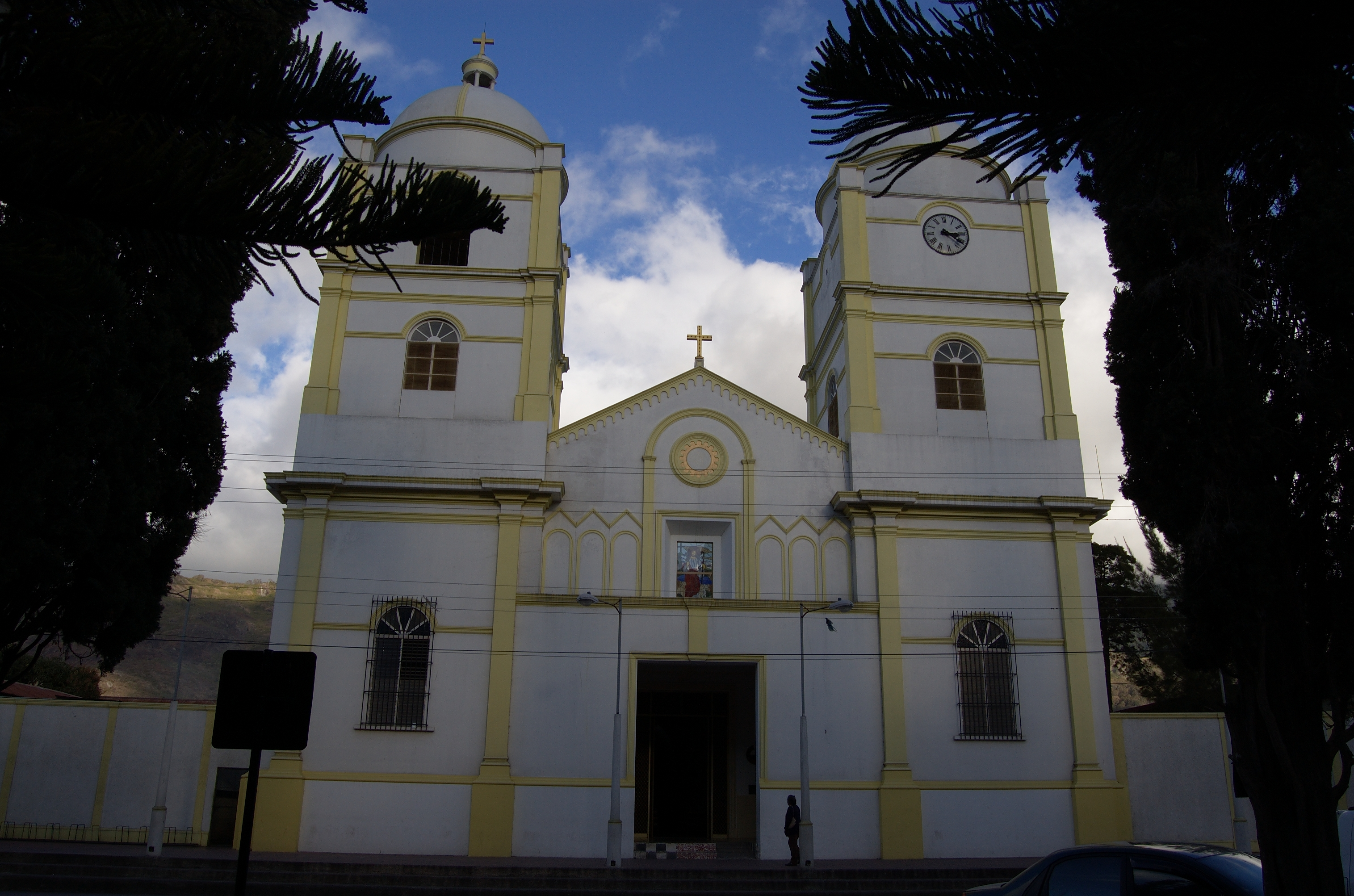
Cathédrale San Juan.

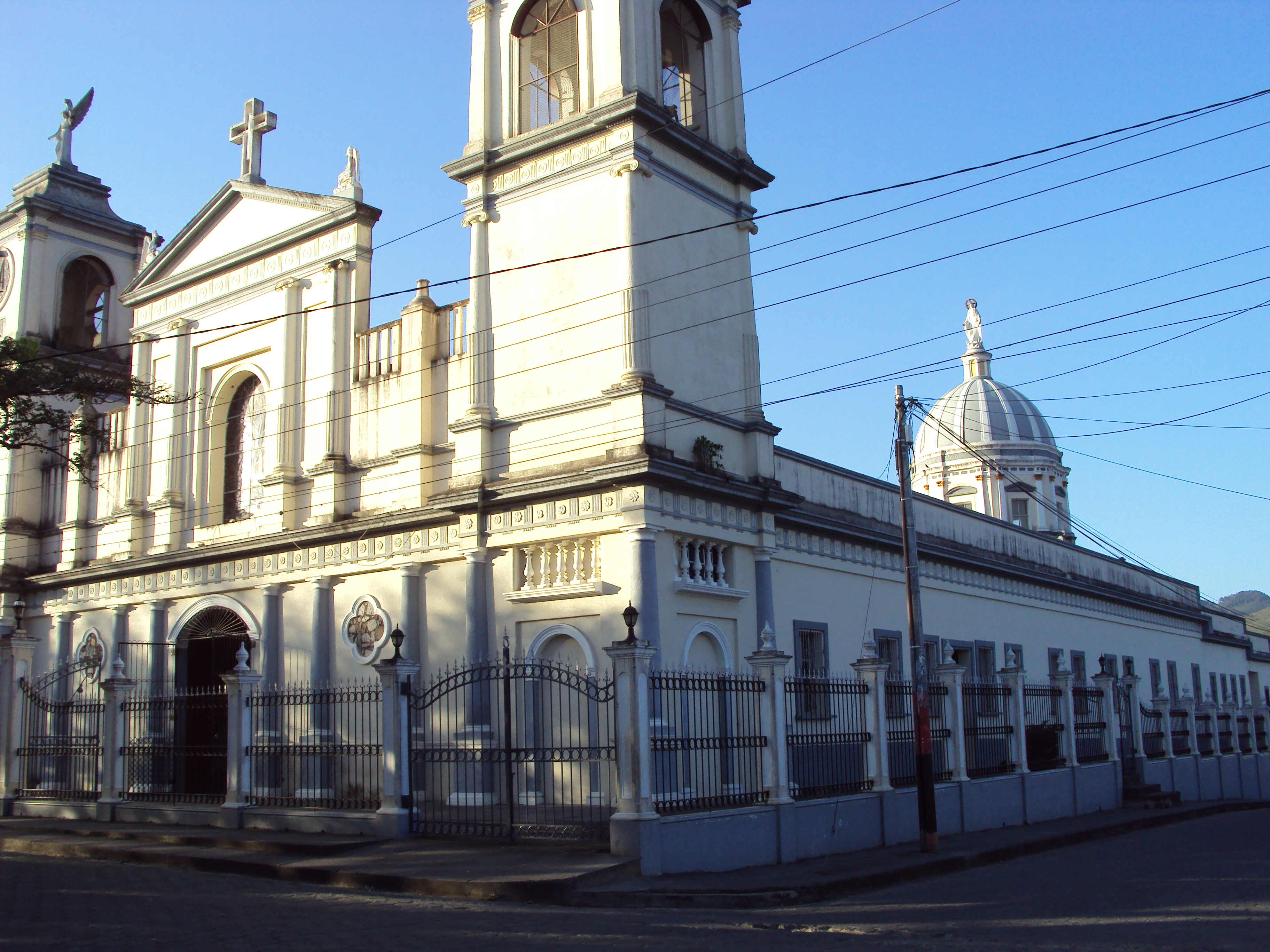
Église de San Rafael del Norte.

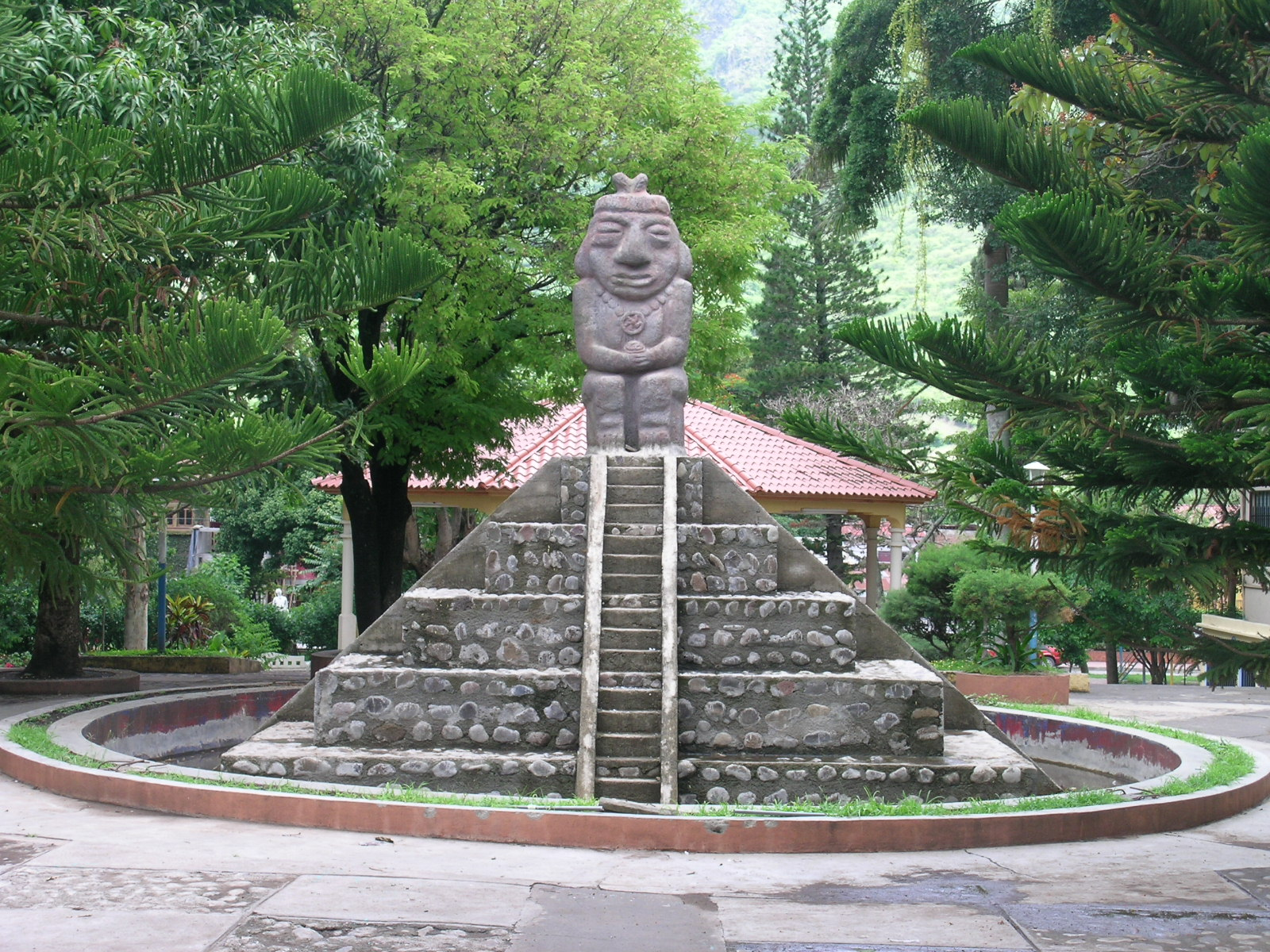
Parc central (2005).

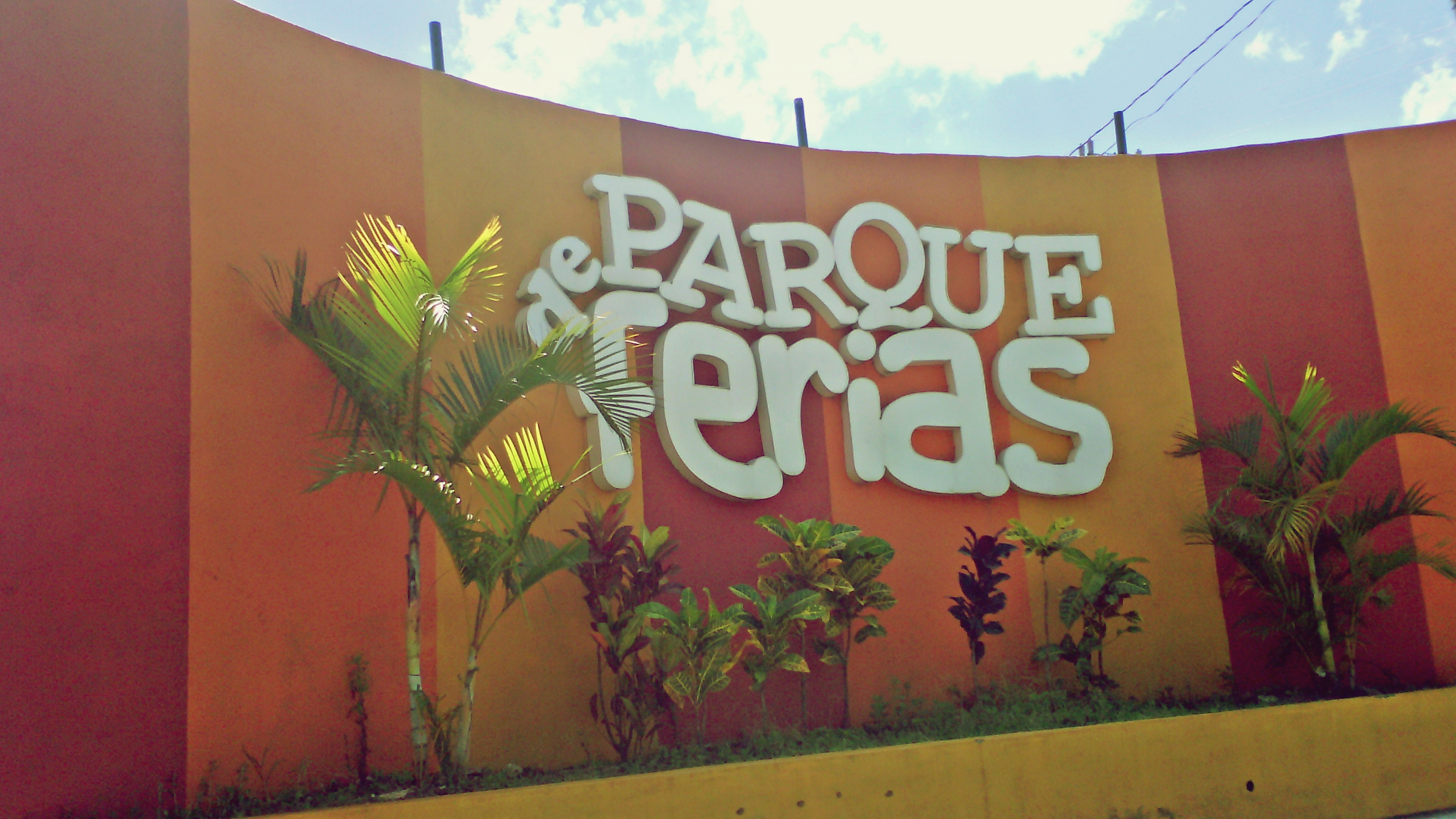
Parc de la foire.

### Musique
Jamaquello : Le Jamaquello (de Jamaïque) est un rythme et un style de danse typiquement nicaraguayen avec des racines européennes, car il serait originaire du Pays basque où il est connu sous le nom de Zortziko.
Mazurka : Au Nicaragua, il constitue l'un des genres musicaux de la musique folklorique - avec la polka, le jamaquello, le palo de mayo et le son nica - où il a été introduit par des immigrants d'Europe centrale (Pologne) et d'Espagne qui se sont installés dans la région, principalement dans les départements de Matagalpa, Jinotega et Nueva segovia.

### Gastronomie
Agua Loja : Boisson traditionnelle préparée à base de maïs, de gingembre et de sucre,. Lors de la célébration de la Vierge Marie le 8 décembre, cette boisson est proposée avec les gofios (bonbons) et autres offrandes distribuées aux paroissiens qui viennent chanter devant l'image de la Vierge.

### Artisanat
Céramique noire : Objets, tels que tasses, jeux miniatures, etc. préparé avec de l'argile. Une activité traditionnelle de la vallée de Las Cureñas qui mène à Saraguasca dans la zone sèche, une communauté située à 10 km de la ville de Jinotega.

### Festivités
Dans la municipalité de Jinotega, les festivités religieuses (procession), civiles (défilé de chevaux), mais toujours musicales sont nombreuses - particulièrement les mois de mai et octobre - et certaines durent 10 jours (Sainte-Croix et fête du département). La plus pittoresque est la « San Isidro Labrador » (laboureur) qui célèbre les activités de la ferme (équitation, défilés de charrettes à bestiaux décorées, étalages de fruits, légumes...)
- Procession du Seigneur d'Esquipulas, 14 et 15 janvier;
- Procession de la Sainte-Croix, le 3 mai à Peña de La Cruz;
- Fête de la Croix, 10 jours en mai;
- Défilé de chevaux en mai;
- Fête de San Isidro le 15 mai;
- Anniversaire de la fondation du département de Jinotega le 15 octobre, précédé et suivi de 5 jours de fête;
- Défilé de chevaux le dimanche qui suit le 15 octobre.

### Patrimoine historique et naturel

#### Cathédrale Saint-Jean-Baptiste
L'actuelle cathédrale de San Juan sur l'avenue principale de la ville, possède une collection d'art religieux apportée d'Espagne et d'Italie. Le maître-autel est une structure sculptée en ébène, acajou, noyer, sculptée par l'ébéniste Jinotegan Luis Lezama. En 1954, cet autel a été remplacé par un autre de style baroque, importé d'Allemagne. De même, au milieu des années 1960, l'horloge mécanique située dans la tour de la cathédrale a été importée d'Allemagne. Elle a été fabriquée par la société Friedrich E. Korfhage, de Buer, dans l'arrondissement d'Osnabrück.
Le diocèse de Jinotega a été érigé le 18 juin 1982, séparant son territoire de celui du diocèse de Matagalpa. Son siège épiscopal est la cathédrale de San Juan.

#### Peña de la Cruz
La Peña de La Cruz est un lieu touristique historique à l'ouest de la ville. Au sommet du rocher à 1 300 m d'altitude, l'évêque Agustín Morel de Santa Cruz, lors de sa visite en 1752, a installé une croix pour effrayer les faux dieux attirés par les rituels ancestraux dans la colline voisine de Chirinagua. La croix actuelle en béton était en bois, jusqu'au début du XXe siècle. La colline est accessible en partie par un escalier.

#### Musées et bibliothèques
- Musée de Jinotega: présentations d'archéologie, d'histoire et d'antiquités.
- Bibliothèque municipale: Devant le parc central, au même endroit que le musée.
- Rotonda La Biblia: Monument religieux près du marché municipal.

#### Parcs et attractions
- Parc Otto Casco : Avec terrain de basket, près de la gare routière de Managua et près de l'hôpital Victoria Motta.
- Parc central : Avec une piste de skateboard et une connexion Wi-Fi, qui se trouve en face du musée, de la bibliothèque, de la mairie, des hôtels, des restaurants, de l'université, du club social et de la cathédrale de San Juan.
- Foire : au sud de la ville de Jinotega. S'y vendent tous les samedis des produits agricoles, artisanaux et industriels. Un avion est aussi exposé.
- Cubulcán : Colline en forme de petit volcan dans une pinède située au sud de la ville de Jinotega, sortie Managua et proche de la foire.

#### Réserve de biosphère de Bosawás
La réserve de Bosawás est située sur les territoires de la région autonome de la côte nord des Caraïbes, du département de Jinotega et pour une petite partie du département de Nueva Segovia. C'est l'une des 78 aires protégées du pays.
Elle a été déclarée réserve de biosphère par l'UNESCO en 1997. Elle constitue la plus grande réserve forestière d'Amérique centrale (et la troisième plus grande au monde) et est l'un des meilleurs exemples de forêts tropicales humides et de forêts nuageuses de la région mésoaméricaine. Elle englobe également des zones d'altitude moyenne jusqu'à 1 650 m pour son point culminant, la colline Saslaya, qui à son tour a été déclarée "Parc National". D'innombrables rivières tributaires du fleuve Coco (nommé aussi río Segovia) traversent la réserve, notamment les ríos Bocay et Waspuk.

## Personnalités liées à Jinotega
- Blanca Aráuz, opératrice télégraphique qui a aidé les forces rebelles pendant l'occupation américaine du Nicaragua. Elle est la première héroïne nationale du pays.
- Benjamín Zeledón (es) (1879-1912), avocat, homme politique et général, héros national qui a fait face à l'intervention américaine en 1912 et a participé à la bataille de Namasigüe (1907). Son effigie apparaît sur les coupures de 5 000 C$ (córdobas) nicaraguayens.
- Ignacio Chávez López (es), général et sénateur de la République. Président par intérim du Nicaragua au XIXe siècle. Il a fondé le département de Jinotega et a été le pionnier de la culture du café dans la région.
- Odorico D'Andrea (es), frère franciscain d'origine italienne qui a effectué son travail pastoral à San Rafael del Norte.
- Alfredo Alegría Rosales (es), dit "le poète des brumes". En 1928, il fonde "El Domingo", le premier journal imprimé à Jinotega.
- Bartolomé Martínez Hernández (1860-1936) politicien.
- Otto de la Rocha (es), guitariste, chanteur et compositeur.
- Luis Pastor González (es), auteur-compositeur-interprète.

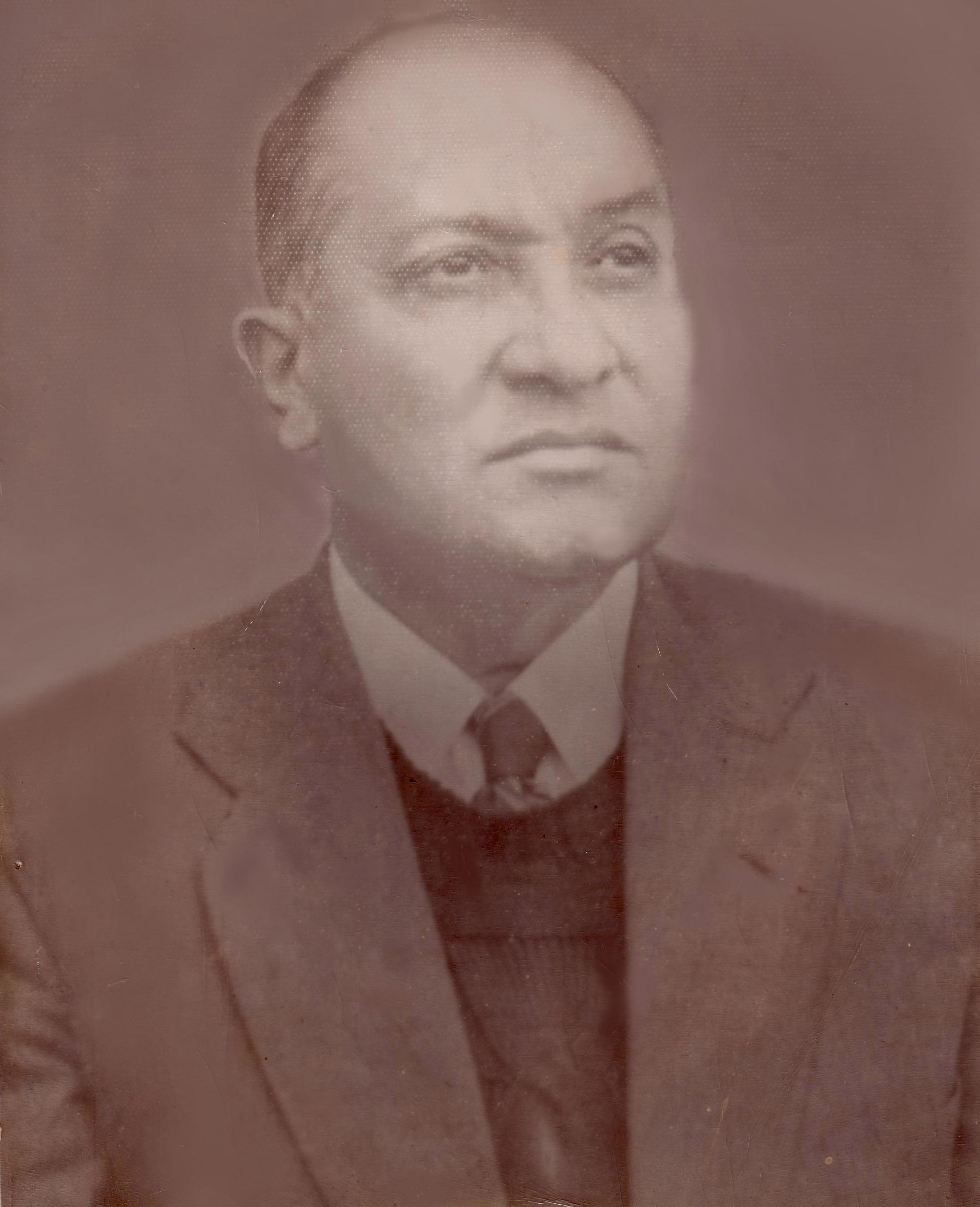
Alfredo Alegria.
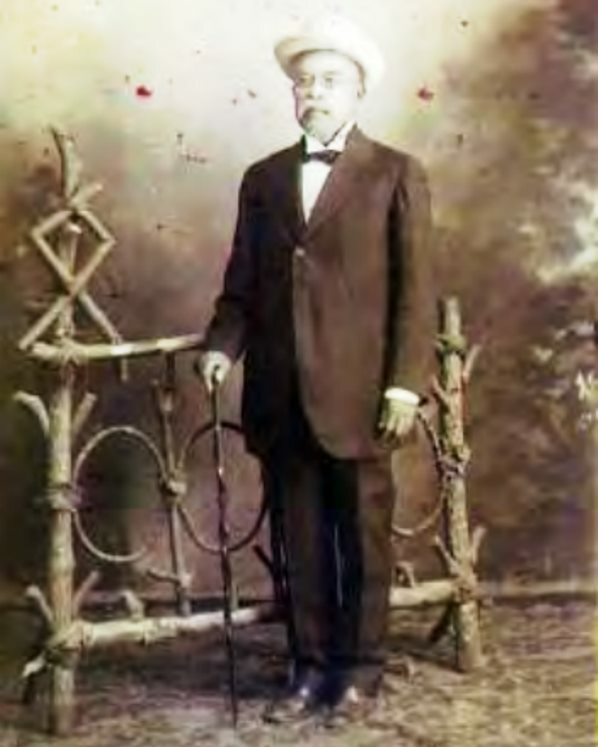
Ignacio Chaves.
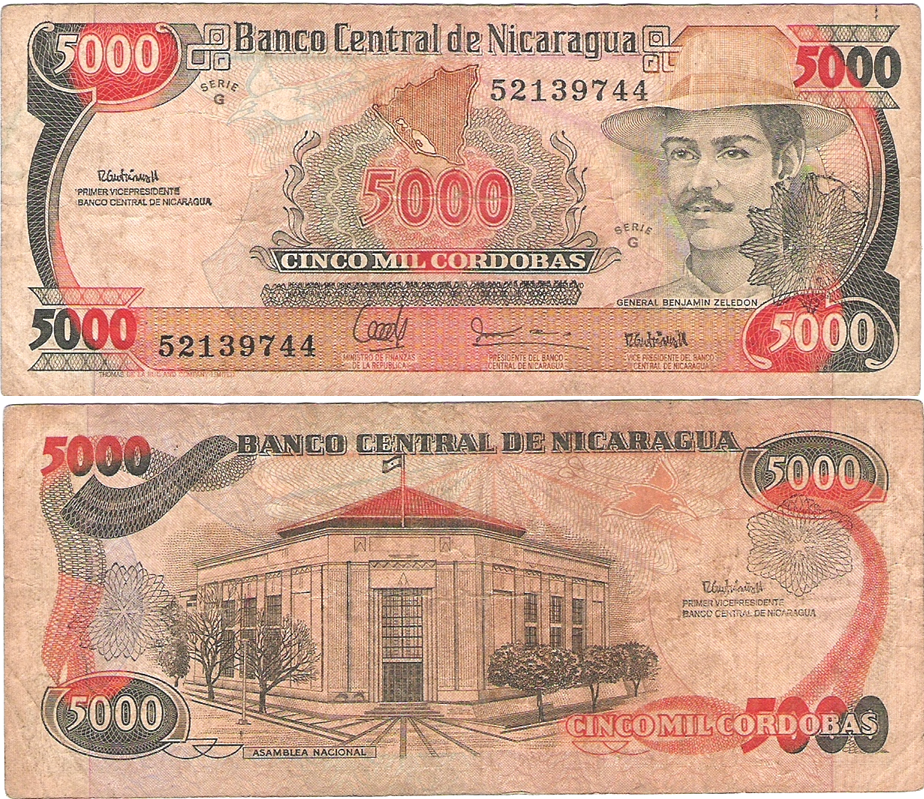
Benjamín Zeledón.

## Jumelage
- Zoetermeer (Pays-Bas)
- Solingen (Allemagne)
- Ulm (Allemagne)